# Carlo Grippo
Carlo Grippo (Roma, 8 gennaio 1955) è un ex mezzofondista italiano, 8º nella finale olimpica di Montreal 1976 negli 800 m con il tempo di 1'48"39.

## Biografia
Primatista italiano della staffetta 4x1500 m, si è laureato 10 volte campione italiano. Vanta 25 presenze in nazionale. Con 1'46"37 sugli 800 metri indoor, a quel tempo m.p.mondiale, stabilito a Milano il 24 febbraio 1977 detiene ancora la 2ª prestazione italiana all-time sulla distanza alle spalle del primato italiano di Giuseppe D'Urso di 1'45"44 stabilito nel 1993 (quindi come primato italiano di Grippo ha resistito ben 16 anni).
Tra le due Olimpiadi di Montreal 1976 e Mosca 1980 si laurea in Economia Aziendale all'Università L.Bocconi.
Lavora in seguito ai vertici di multinazionali leader di mercato nello sport (Nike, Pentland, FilaSport) e nella moda (Ermenegildo Zegna).

## Palmarès
| Anno | Manifestazione  | Sede     | Evento    | Risultato    | Prestazione | Note |
| ---- | --------------- | -------- | --------- | ------------ | ----------- | ---- |
| 1976 | Giochi olimpici | Montréal | 800 metri | 8º           | 1'48"39     |      |
| 1980 | Giochi olimpici | Mosca    | 800 metri | elim. semif. | 1'48"68     |      |

## Campionati nazionali
- (1974, 1976, 1978-81 sugli 800 m e 1980 sui 1500 m all'aperto)
- (1977 e 1979 sugli 800 m e 1974 sui 1500 m indoor)

## Altre competizioni internazionali
1981
- 7º in Coppa del mondo ( Roma), 800 m piani - 1'47"79